# Solanum reineckii
Solanum reineckii là loài thực vật có hoa trong họ Cà. Loài này được Briq. miêu tả khoa học đầu tiên năm 1899.